# Sydia Candanedo
Sydia Candanedo de Zúñiga (David, provincia de Chiriquí, Panamá; 1926) es una escritora y poetisa panameña. Ha sido ganadora del Concurso Ricardo Miró en los géneros de poesía (1969) y cuento (2000). 
Realizó estudios primarios en David, su ciudad natal, y en otras localidades del país. Se graduó en el primer puesto como bachiller en letras en el Liceo de Señoritas y como profesora de segunda enseñanza en la Universidad de Panamá con especialización en idioma español, en el segundo puesto de honor. Realizó estudios de posgrado en el Instituto Pedagógico de la Universidad de Chile y en la Universidad Nacional Mayor de San Marcos en Perú, revalidando su título de profesora de segunda enseñanza y obteniendo el título de doctora en educación con especialización en castellano y literatura. 
Como educadora, ha sido profesora de español en la Universidad de Panamá y en diversos colegios secundarios del país.

## Obras
- Universidad y reforma (1962)
- Poesías y artículos de crítica pedagógica y literaria en la revista Tareas
- Una rosada estrella en la vendimia (poesía, 1969). Segundo lugar del Premio Nacional de Poesía en el Concurso Ricardo Miró.
- El girasol caminante (poesía, 1975)
- Memorial de la casa grande (poesía, 1976)
- Arbolino (1987)
- Aprendo en mi libro de 4 grado (coautora)
- Dos poemarios: Sinfonía del agua y De las pequeñas cosas (poesía, 1994)
- La Educación Media Panameña comparada con la Educación Media Peruana (tesis para su título de doctora en educación)
- El estilo poético de Rogelio Sinán (ensayo, 1999). Tesis para su título de profesora de español.
- Los papelillos del Dr. Escarria (cuento, 2000). Ganador del Premio Nacional de Cuento en el Concurso Ricardo Miró.
- Única flor (poesía, 2005)
- Las flores de mi vendimia (poesía, 2007)
- El sendero de los brezos (poesía, 2012)

Adicionalmente sus poesías han formado parte de las siguientes antologías poéticas:
- Antología general de la poesía panameña siglo XIX y XX, por Agustín Saz (1974)
- La mujer y la poesía de Panamá (1977)
- Poesía panameña contemporánea, por Enrique Jaramillo Levi (1980)
- Itinerario de la poesía panameña, por Rodrigo Miró (1981) por lo cual esto es originario